# Fiefharrie
Fiefharrie ist ein Ortsteil der Gemeinde Negenharrie im schleswig-holsteinischen Kreis Rendsburg-Eckernförde in Deutschland.

## Geographie
Fiefharrie liegt zwischen Neumünster und Kiel im Süden der Gemeinde Negenharrie, die rund vier Kilometer südöstlich von Bordesholm liegt, und grenzt direkt an das Naturschutzgebiet Dosenmoor.

## Kultur und Sehenswürdigkeiten
Die große, sehr alte Lindenallee, direkt am Dorfplatz, steht unter Natur- und Denkmalschutz.

## Persönlichkeiten
- Herbert Blöcker (1943–2014), Vielseitigkeitsreiter, der bei drei Olympiastarts drei olympische Medaillen gewann

Koordinaten: 54° 9′ N, 10° 4′ O